# 브라이언 오스틴 그린
브라이언 오스틴 그린 (Brian Austin Green, 1973년 7월 15일 ~ )은 미국의 배우이다. 1990년부터 2000년까지 출연한 《베벌리힐스 아이들》의 데이비드 실버 역으로 유명하다. 또한 시트콤 《Freddie》(2005-06)와 《터미네이터: 사라 코너 연대기》(2008-09)에서 주연을 맡았다.. 2009년부터 2010년까지 《스몰빌》에 존 코벤 역으로 출연하였다.

## 생애
캘리포니아주 로스앤젤레스 밴나이스에서 조이스와 컨츄리·웨스턴 음악가 조지 그린의 아들로 태어났다. 중간 이름 오스틴은 어린 시절 영화배우조합에 가입하였을 때 같은 이름을 가지고 있던 배우와 구별하기 위해 붙인 것이다. 그린은 캘리포니아주 노스할리우드에서 성장했으며, 해밀턴 음악 아카데미 고등학교, 노스할리우드 고등학교를 다녔다.

## 개인사
2010년 롱비치 도요타 그랑프리(Toyota Grand Prix of Long Beach) 유명인 부문에서 우승하였다.

## 출연 작품

### 영화
- 도미노 (2005)
- 하우 투 루즈 프렌즈 (2008)

### 텔레비전
- 베벌리힐스 아이들 (1990-2000)
- Freddie (2005-06)
- 터미네이터: 사라 코너 연대기 (2008-09)
- 스몰빌 (2009-10)
- 성질 죽이기 (2012-14)

## 참고
1. 1 2  Crown Features Syndicate. “Brian Austin Green finds life beyond '90210'”. 《"...he attained great fame at 17 on the teen drama "Beverly Hills, 90210."》. The Daily News. 2016년 2월 8일에 원본 문서에서 보존된 문서. 2010년 5월 17일에 확인함.
2. ↑  Vineyard, Jennifer. “Will Brian Austin Green Return To '90210'? 'Never Say Never'”. 《"We're here [on the 'Terminator' set] every day..."》. MTV News Online. 2013년 3월 11일에 원본 문서에서 보존된 문서. 2010년 5월 17일에 확인함.
3. ↑  Mitovich, Matt. “Smallville Casting Exclusive: Brian Austin Green Is Metallo!”. 《"Brian Austin Green has been cast on Smallville as the DC Comics villain Metallo."》. TV Guide. 2010년 5월 17일에 확인함.
4. ↑  Brian Austin Green Biography (1973-)
5. ↑  “Brian Austin Green”. E! Online. 2007년 11월 11일에 원본 문서에서 보존된 문서. 2008년 10월 4일에 확인함.
6. ↑  Saxon, Reed. “Brian Austin Green wins Long Beach celebrity race”. 《"Brian Austin Green won the celebrity portion of the annual pro/celebrity race Saturday that precedes the Toyota Grand Prix of Long Beach"》. LA Times. 2010년 5월 17일에 확인함.